# Infanta Beatriz (nave)
La Infanta Beatriz fu una nave spagnola costruita nel 1928 a Kiel.

## Storia
Questa nave fu la prima dedicata al trasporto passeggeri costruita per la compagnia spagnola Cia Trasmediterranea. Le fu dato il nome dalla principessa Beatrice. Completata da Krupp AG (Germaniawerft) di Kiel secondo progetti già utilizzati, rappresentò una tappa fondamentale nel progresso della marineria spagnola. La rotta per cui era stata costruita era quella che collegava le Isole Canarie alla Germania, e per questo le stive erano per lo più dedicate al commercio delle banane.
La nave con l'avvento della repubblica prese il nome di Ciudad De Sevilla, perdendo l'intitolazione all'infanta di Spagna.
Nel 1939, mentre si trovava sottobordo a Barcellona, durante la Guerra civile spagnola, fu bombardata e quindi affondò.
In seguito venne riportata a galla e riparata per riprendere a percorrere la rotta destinatagli fino agli anni Sessanta.

## Caratteristiche
L'Infanta Beatriz non era certo all'avanguardia per gli standard europei, non era infatti molto veloce (14 nodi) ma per la Spagna rappresentò un importante incremento, d'altra parte seguiva un progetto di costruzione di successo già proposto ad un'importante compagnia tedesca.
Gli alloggi per i passeggeri erano di un livello davvero elevato, con la particolarità di avere un numero insolitamente alto di cabine singole. Divisi in tre classi, i passeggeri erano in totale 232.
La capacità lorda era di 5200 t, dedicate in particolare al commercio di banane.